# マルヤマクラス
マルヤマクラス（maruyama class）は、北海道札幌市中央区に所在する商業施設である。

## 概要
日本郵政公社が行った旧メルパルク札幌（札幌郵便貯金会館、2007年3月末閉鎖）の一般競争入札によって三菱地所が土地・建物を取得し、丸紅との共同開発によって新たに商業施設を建設した。施設の名称は、地名の「円山」に「集合的」意味合いや「上品さ」「気品」などの意味を併せ持つ「class（クラス）」を組み合わせており、言葉の響きから「円山 暮らす」を実現するための「憩い」「出会い」「価値」を求めて集う「クラブハウス」を目指している。

## 施設
| 階  | フロア構成                                             |
| --- | ------------------------------------------------------ |
| 5F  | フィジカルケアフロア                                   |
| 4F  | フィジカルケアフロア                                   |
| 3F  | サービス、ビューティ&レストランフロア                  |
| 2F  | ライフスタイルグッズフロア                             |
| 1F  | フードブティックフロア、地下鉄円山公園駅6番出口        |
| B1F | ライフサポートフロア、地下鉄円山公園駅連絡通路、駐車場 |

### テナント
オープン当初の核テナントであるスーパーマーケットは「ダイエー札幌円山店」であり、北海道内のダイエー直営店としては1996年（平成8年）11月にオープンした「滝川店」（現在のイオン滝川店）以来、約13年振りとなる出店であった（店番号は0729）。結果として、この出店がダイエーの北海道内における最後の新規店舗になった。2015年（平成27年）にマックスバリュ北海道がダイエー北海道地区におけるスーパーマーケット事業を継承、「マックスバリュマルヤマクラス店」と改称した。マックスバリュ北海道は2020年（令和2年）にイオン北海道に統合されたため、以後は同社が営業している。
その他にも北海道2号店となるニトリデコホームや大型のプールを備えたコナミスポーツクラブ等の大型店が営業している。
- B1
  - アインズ&トルペ
  - セリア
  - ワコールミネット
- 1F
  - マックスバリュ（イオン北海道運営）
  - もりもと
  - スターバックスコーヒー
  - ジュピター
  - 青山フラワーマーケット
  - スープストックトーキョー
  - 町村農場
  - pain au traditionnel
- 2F
  - デコホーム
  - 大垣書店
  - 眼鏡市場
  - ABC-MART
  - エルム楽器
- 3F
  - こどもクラブ
  - スタジオアン
  - ひな野
  - 杵屋
  - 大戸屋
- 4F・5F
  - コナミスポーツクラブ

## アクセス
大通、南1条通（裏参道）沿いに位置しており、北海道道453号西野白石線や主要市道9902号南19条宮の沢線（環状通）に近接している。
- 札幌市営地下鉄東西線円山公園駅6番出口直結
- 円山バスターミナルから徒歩約1分（地下直結）